# Bou Saada Airport
Bou Saada Airport är en flygplats i Algeriet.   Den ligger i provinsen M'Sila, i den norra delen av landet, 190 km sydost om huvudstaden Alger. Bou Saada Airport ligger 459 meter över havet.
Terrängen runt Bou Saada Airport är platt österut, men västerut är den kuperad. Runt Bou Saada Airport är det ganska tätbefolkat, med 58 invånare per kvadratkilometer. Trakten runt Bou Saada Airport är ofruktbar med lite eller ingen växtlighet.